# Odile d'Oultremont
Odile d'Oultremont, née en 1974, est une scénariste et une romancière belge.

## Biographie
Elle est née le 19 novembre 1974 à Bruxelles, au sein de la famille d'Oultremont. Elle fait des études d'histoire à l'université de Bruxelles[Laquelle ?], qu'elle prolonge à Londres pendant trois ans.
En 2000, alors qu'elle s'apprête à partir en reportage, elle rencontre Stéphane De Groodt, commence à écrire avec lui des scénarios de séries télé ou de films, et à vivre avec lui. Celui-ci, qui est également à l'époque pilote automobile raconte : « Quand je l’ai rencontrée, elle m’a dit : "C’est quoi cet univers de débiles ? Je n’ai pas envie d’avoir un mari pilote." Ça ne m’a pas gêné, j’avais fait le tour de la course et j’avais envie de me lancer à plein temps dans la comédie. ». Les projets s'enchaînent. En 2006, ils créent notamment ensemble la série File dans ta chambre ! diffusée sur France 2.
En 2015, elle réalise un court-métrage, Le Flan, avec André Dussollier, Julie Ferrier, Stéphane De Groodt, Michèle Moretti, Pascal Demolon.
En 2018, elle publie son premier roman, Les Déraisons, qui se voit attribuer le prix de la Closerie des Lilas,.

## Vie privée
En 2014, elle se marie à Stéphane De Groodt. Le couple a deux filles et se sépare en 2018.